# Nickreseda
Nickreseda (Reseda phyteuma) är en resedaväxtart som beskrevs av Carl von Linné. Nickreseda ingår i släktet resedor, och familjen resedaväxter. Arten förekommer tillfälligt i Sverige, men reproducerar sig inte.

## Underarter
Arten delas in i följande underarter:
- R. p. aragonensis
- R. p. collina
- R. p. phyteuma
- R. p. rupestris

## Bildgalleri

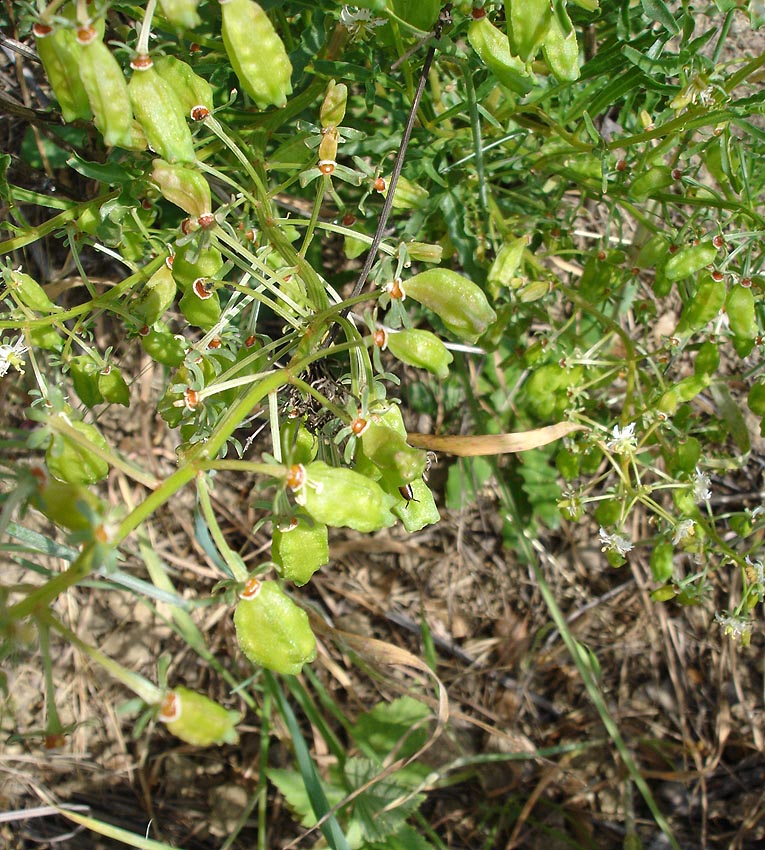
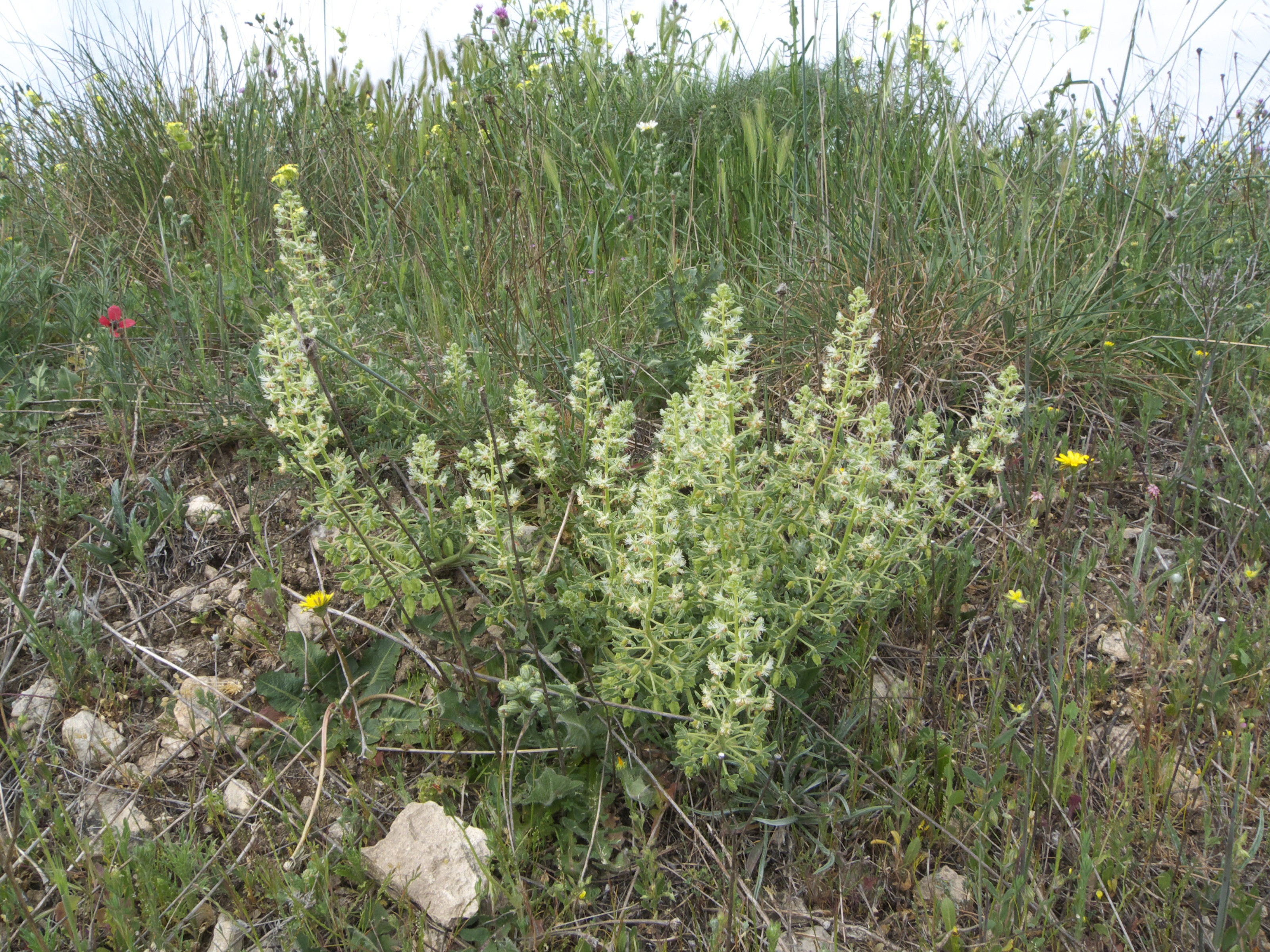
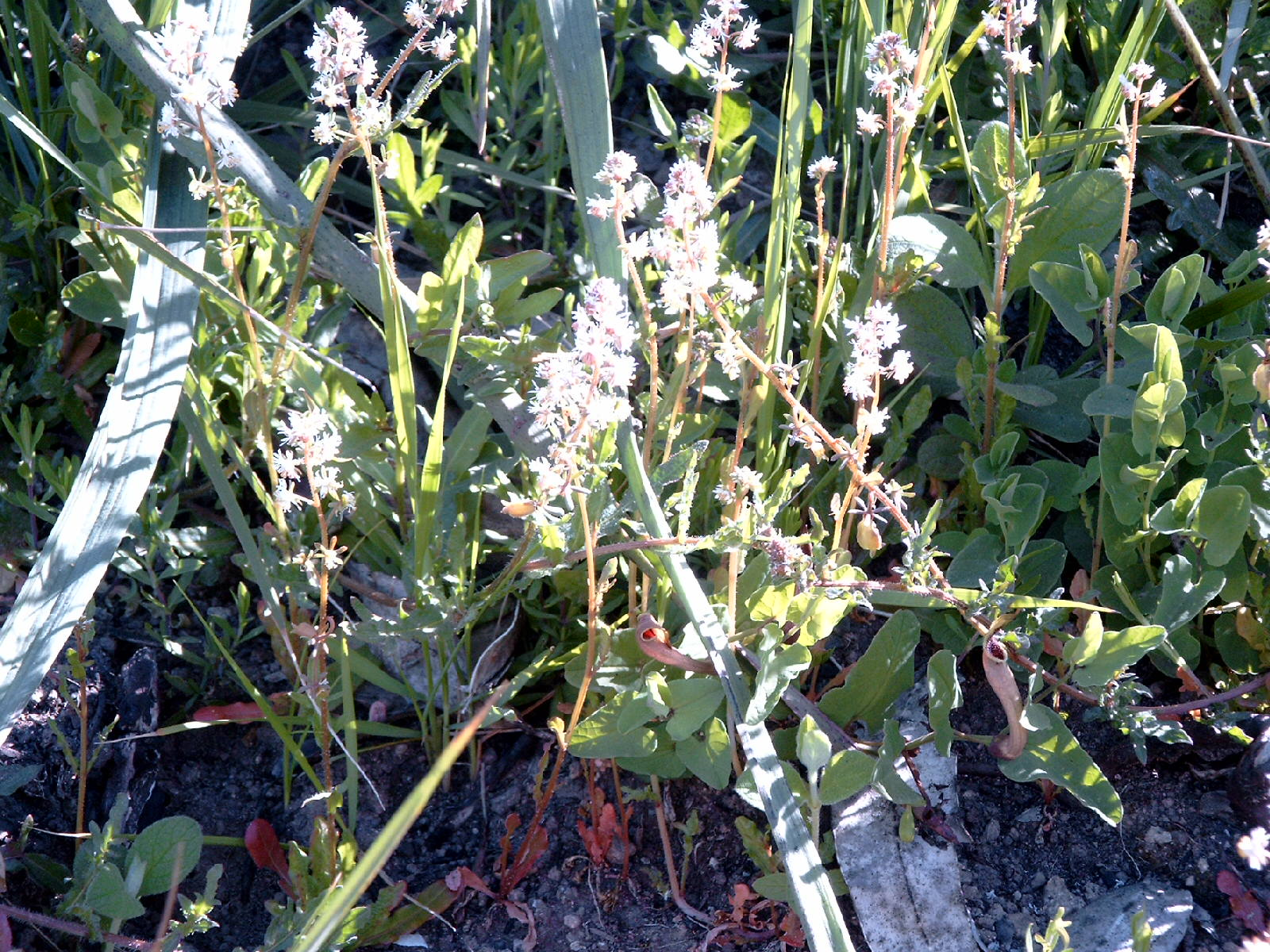
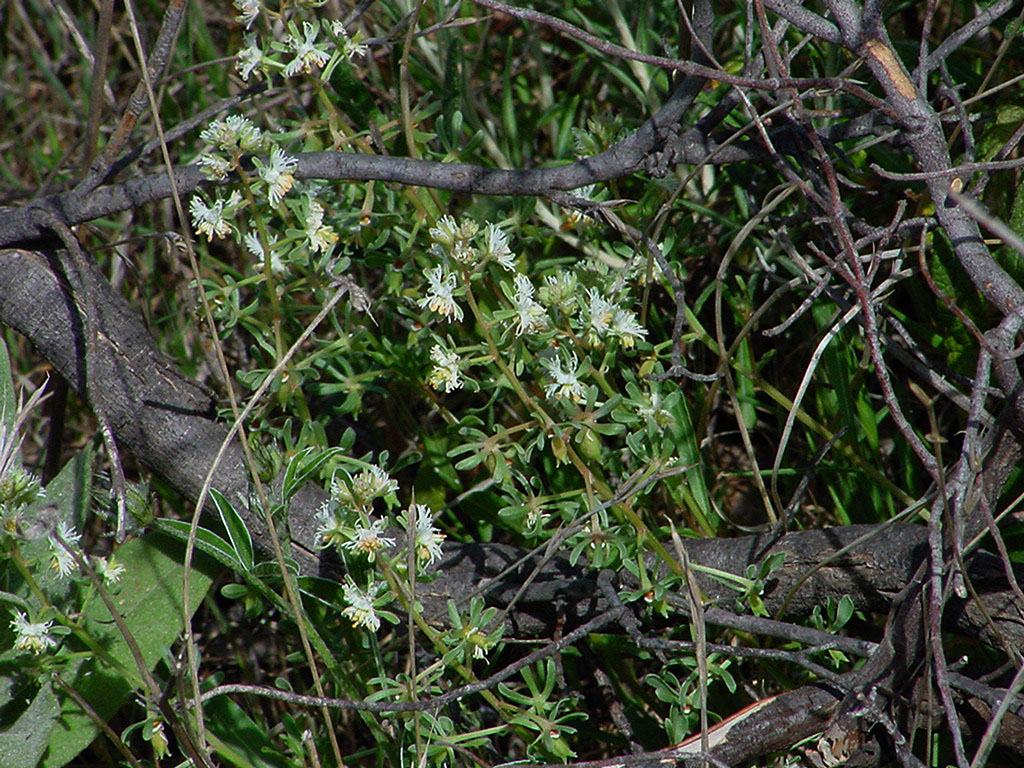
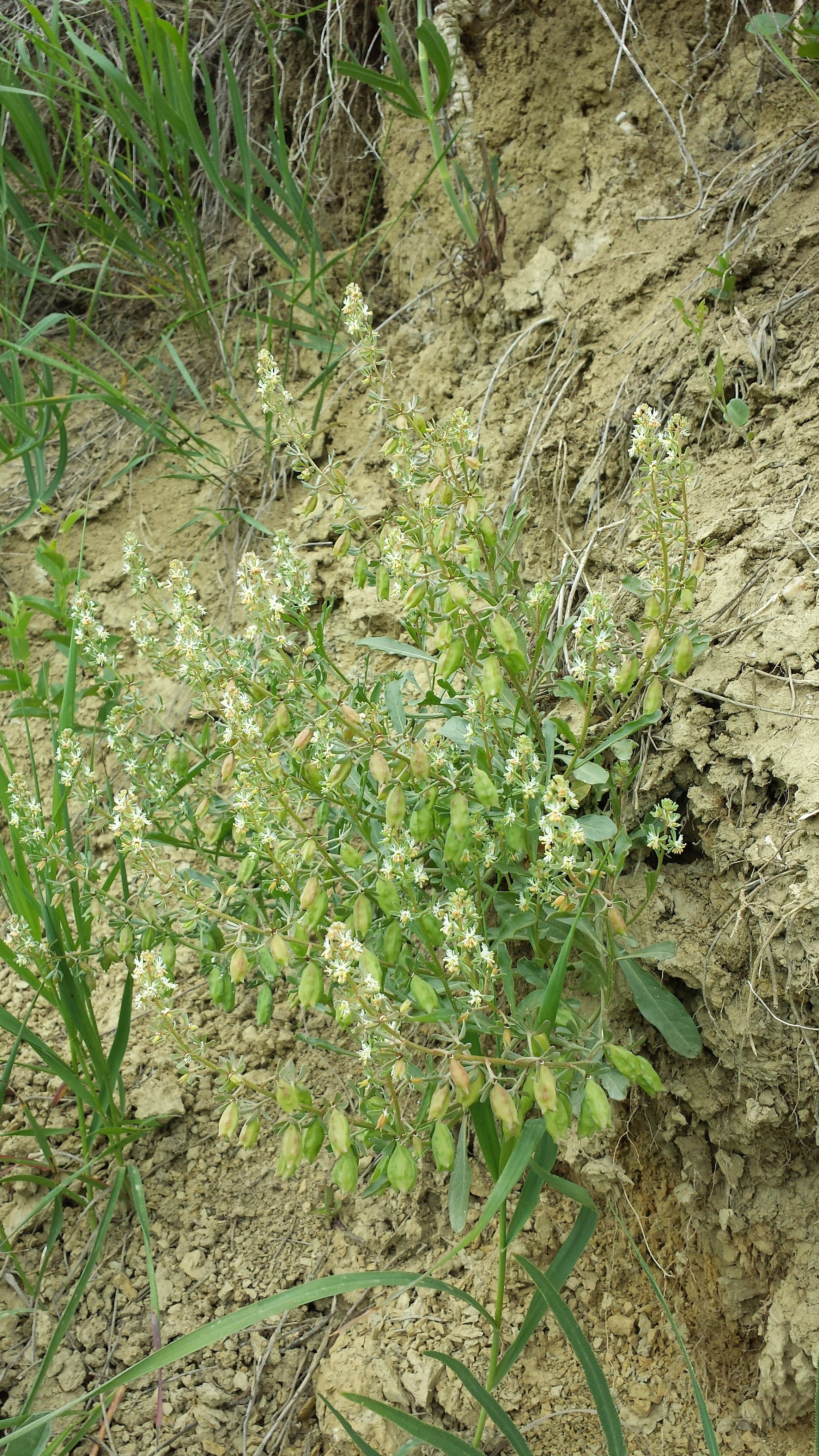
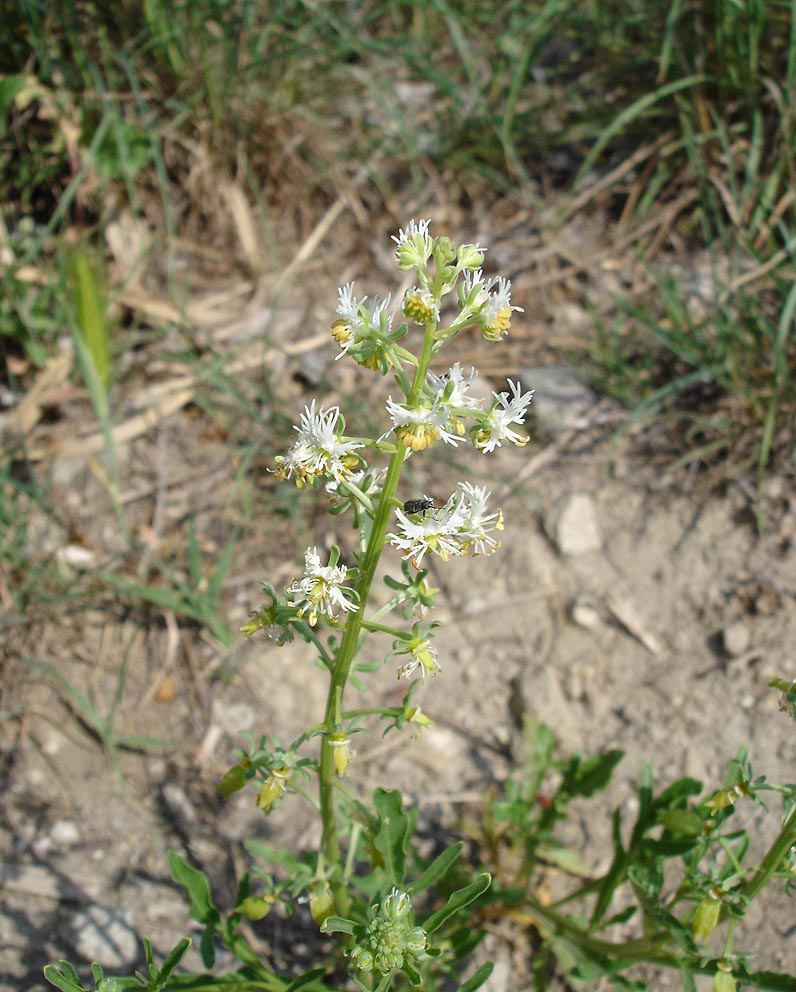